# بابالی‌لار
بابالی‌لار (به لاتین: Babalylar) یک منطقه مسکونی در جمهوری آذربایجان است که در شهرستان بردع واقع شده است.